# 由比ヶ浜南遺跡
座標: 北緯35度18分35.4秒 東経139度32分30.7秒 / 北緯35.309833度 東経139.541861度
由比ヶ浜南遺跡（ゆいがはまみなみいせき）、または由比ガ浜南遺跡は、神奈川県鎌倉市長谷二丁目から由比ケ浜四丁目にかけて、滑川の河口西側の由比ヶ浜沿岸部に存在する遺跡。北東側は「由比ガ浜中世集団墓地遺跡」という別の遺跡名が付けられているが、双方併せて数千体の人骨が検出され、中世の集団墓地を中心とする遺跡とされている｡

## 概要
遺跡は、鎌倉市南部の相模湾に臨む由比ヶ浜沿岸に弓形に形成された海岸砂丘帯（風成砂丘）に立地している。遺跡（埋蔵文化財包蔵地）としては2遺跡に分かれており、長谷駅付近から鎌倉海浜公園付近の長谷二丁目・由比ガ浜四丁目にかけては 「鎌倉市No.315 由比ガ浜南遺跡」だが、若宮大路南端部や鎌倉簡易裁判所などがある由比ガ浜二丁目北側～四丁目にかけては「鎌倉市No.372 由比ガ浜中世集団墓地遺跡」という遺跡名が付けられている。
由比ガ浜中世集団墓地遺跡や由比ヶ浜南遺跡、さらにその西に隣接する「鎌倉市No.236 長谷小路周辺遺跡」からは、これまでの発掘調査で弥生時代の竪穴建物群（集落）のほか、古墳時代の石棺墓や祭祀用の卜骨、奈良時代・平安時代の竪穴建物群や火葬墓などの遺構が発見されており、この海岸砂丘帯は、弥生時代以来、人々の生活の場として利用されてきており、中世の集団墓地だけの遺跡ではないことが解ってきている。
鎌倉海浜公園の地下駐車場を建設する際に発見され、1995年（平成7年）から1997年（平成9年）にかけて発掘調査された中世集団墓では、約4000体の人骨のほか、ウマやウシなどの動物遺体も多数見つかった。約1000体の人骨が見つかった稲村ケ崎の遺跡と異なり、骨に刀傷などがほとんどないことから、合戦による死者ではなく、病気や災害などで亡くなった人の共同埋葬所と見られる。
この場所のほか、鎌倉簡易裁判所や特別養護老人ホーム鎌倉静養館周辺など、浜の大鳥居の辺りまで多量の人骨を含む動物遺体が発見されており、由比ヶ浜一帯は鎌倉時代から江戸時代にかけての集団墓地であったと考えられている。鎌倉全体では200前後の集積埋葬遺構がある。
発掘調査により、人口の増加とともに墓地の上にも住居などが作られるようになり、頭蓋骨は供養されたらしいことがわかっている。
聖マリアンナ医科大学の調査によると、出土した人骨の平均寿命は24歳。国立科学博物館の篠田謙一のDNA分析によると、日本人には非常に珍しいハプログループを持つ個体も存在しており、それらは海外から渡来してきた人間であった可能性もあるという。

## 中世遺構の時代的変遷
- 1期 - 13世紀中から後半。市中から出る廃棄物により埋め立てられた。
- 2期 - 13世紀後半から14世紀前半。竪穴建物や道路などが見られ、生活空間となる。
- 3期 - 14世紀後半から15世紀前半。大規模な埋葬所となり、約4000体の人骨が出土したほか、ウマ、ウシ、イルカなどの頭蓋骨が顔を海に向けた形で8メートル×2メートルのL字型に並べられた場所もあった。
- 4期 - 16世紀以降。六道銭をともなう土片に広い墓が数個あるのみで閑散としている[6]。

## 関連文献
- 由比ガ浜中世集団墓地遺跡発掘調査団 1996『由比ガ浜中世集団墓地遺跡発掘調査報告書-由比ガ浜四丁目4番地30号地点-』
- 由比ガ浜中世集団墓地遺跡発掘調査報告団 1996『由比ガ浜中世集団墓地遺跡発掘調査報告書-鎌倉市由比ガ浜4丁目1134番地における古代および中世遺跡の埋蔵文化財調査報告-』
- 由比ガ浜中世集団墓地遺跡発掘調査団 1997『由比ガ浜中世集団墓地遺跡発掘調査報告書-由比ガ浜4丁目1136番地点（KKR鎌倉若宮荘）第1次調査-』
- 由比ガ浜中世集団墓地遺跡発掘調査団 1997『由比ガ浜中世集団墓地遺跡発掘調査報告書2-由比ガ浜4丁目1136番地点（KKR鎌倉若宮荘）第1次調査-』
- 由比ヶ浜南遺跡発掘調查団 2002 『由比ヶ浜南遺跡』
- 財団法人かながわ考古学財団 2004『かながわ考古学財団調査報告164：由比ガ浜南遺跡-都市計画道路長谷常盤線街路整備事業に伴う調査-』